# The Raven (1963)
The Raven is een Amerikaanse horrorfilm uit 1963 onder regie van Roger Corman. Het scenario is losjes gebaseerd op het gelijknamige gedicht uit 1845 van de Amerikaanse auteur Edgar Allan Poe. De film werd destijds uitgebracht onder de titel De raaf.

## Verhaal
Dokter Erasmus Craven is de zoon van een overleden tovenaar. Op een avond komt dokter Bedlo naar Craven voor hulp. De boze magiër Scarabus heeft hem tijdens een tovenaarsduel veranderd in een raaf. Als Craven hem weer omgetoverd heeft, vertelt hij hem dat diens vermiste vrouw Lenore zich in het slot van Scarabus bevindt. De beide tovenaars besluiten er een kijkje te gaan nemen.

## Rolverdeling
| Acteur         | Personage          |
| -------------- | ------------------ |
| Vincent Price  | Dr. Erasmus Craven |
| Peter Lorre    | Dr. Adolphus Bedlo |
| Boris Karloff  | Dr. Scarabus       |
| Hazel Court    | Lenore Craven      |
| Olive Sturgess | Estelle Craven     |
| Jack Nicholson | Rexford Bedlo      |
| Connie Wallace | Meid               |
| William Baskin | Grimes             |
| Aaron Saxon    | Gort               |